# Die Liebe der Brüder Rott
Die Liebe der Brüder Rott ist ein deutsches Stummfilmmelodram aus dem Jahre 1929 von Erich Waschneck mit Olga Tschechowa, die auch produzierte, in der Hauptrolle. Die Geschichte basiert auf dem Roman „Das Kreuz im Moor“ (1910) von Fritz Gantzer.

## Handlung
Robert und Wolf Rott, der eine ein Bauer, der andere ein Seemann, sind zwei Brüder, die sich in ein und dieselbe Frau, Teresa Donath, verliebt haben. Matrose Wolf findet mit seiner Liebe Gehör bei Teresa, muss aber bald mit dem Schiff in nördliche Gefilde aufbrechen. Dort kommt es zur Katastrophe: Wolf erleidet Schiffbruch und gilt zunächst als verschollen, dann aber als untergegangen und somit tot. Teresa ist untröstlich, entscheidet sich jedoch, um ihr Leben und ihre Zukunft neu zu ordnen, für die Ehe mit dem verbliebenen Bruder, dem Bauer Robert.
Es kommt wie es kommen muss: Wolf hat überlebt, und eines Tages steht er vor Teresas Tür. Damit steht eine Katastrophe ins Haus, denn Teresa muss sich nun zwischen beiden Rott-Brüdern entscheiden. Es geschehen weitere Katastrophen; so kommen beispielsweise Wolfs und Roberts Vater und ein Winkeladvokat namens John Meyer ums Leben. Schließlich wird Teresa sogar vor Gericht gezerrt, kann aber freigesprochen den Gerichtssaal verlassen. Vor die Frage gestellt, welchen der beiden Brüder Rott sie fortan die Treue halten soll, entscheidet sie sich für ihren Gatten Robert, den sie im Lauf der Zeit schätzen und lieben gelernt hat.

## Produktionsnotizen
Gedreht von Februar bis Anfang April 1929 im Atelier von Berlin-Staaken sowie mit Außenaufnahmen in Hamburg und im Berner Oberland, passierte Die Liebe der Brüder Rott die erste Zensur am 12. April und die zweite Zensur am 18. Mai desselben Jahres und wurde am 17. Juni 1929 in Berlins Marmorhaus uraufgeführt. Die Länge des mit Jugendverbot belegten Sechsakters betrug nach der zweiten, zugelassenen Zensurfassung 2261 Meter.
Robert Wuellner übernahm die Produktionsleitung, Karl Ehrlich die Aufnahmeleitung. Die Filmbauten gestaltete Andrej Andrejew.

## Kritiken
F. C. Weiskopf schrieb in Berlin am Morgen: „Die Fabel des Films zeichnet sich durch viel Mangel an Originalität aus. (…) Was in aller Welt hat die Derussa bewogen dieses Kitscherzeugnis des Tschechowa-Films in Verleih zu nehmen? Die gute Photographie … kann‘s nicht gewesen sein, die guten schauspielerischen Leistungen von Paul Henckels und Jameson Thomas auch nicht.“
Michael Mendelsohn meinte in Die Welt am Abend: „… zum Ausdeuten seelischer Erschütterungen braucht man gleich Ohnmachtsanfälle, keine Szene ist wirklich durchkomponiert, und wo hat die Photographie die Erde greifbar nahe gebracht? Aus der Darstellung, die im großen und ganzen Anzengruber-Tradition wahrt, ragt Olga Tschechowa hervor, sie ist seit ihrem letzten Film konzentrierter und unverschminkter geworden, aber es fehlt der Regisseur, der ihre Fähigkeiten zur Entfaltung bringt.“
Hanns Horkheimer vom Berliner Tageblatt urteilte: „Nach einer zähflüssigen Exposition ein ausgezeichnet belebtes und gesteigertes Manuskript. (…) Es rehabilitiert sich der Regisseur Waschneck, und es rehabilitiert sich der Star Olga Tschechowa bis auf ein zuviel an Atelierschminke inmitten bäuerlich-bayerischem Naturalismus. (…) Die vollkommenste Leistung: Henckels, der die kleinste Nuance wirkungssicher ausgetüftelt hat.“